# Wassim Elloumi
Wassim Elloumi, né le 15 juillet 1993, est un nageur tunisien pratiquant la brasse.

## Carrière
Wassim Elloumi obtient deux médailles d'argent sur 100 et 200 mètres brasse aux Jeux africains de 2011 à Maputo. Aux Jeux panarabes de 2011 à Doha, il remporte deux médailles d'or sur 50 et 100 mètres brasse et une médaille d'argent en relais 4 x 100 m quatre nages.
Il remporte, lors des championnats d'Afrique 2012 à Nairobi, une médaille d'or sur 50 mètres brasse, deux médailles d'argent en relais 4 x 100 m quatre nages et en 50 mètres brasse et une médaille de bronze en relais 4 x 200 m nage libre.
Aux Jeux africains de 2015 à Brazzaville, il est médaillé d'argent du 200 mètres brasse, médaillé de bronze du 50 mètres brasse, du 100 mètres brasse, du relais 4 × 200 m nage libre et du relais 4 × 100 m quatre nages.
Il remporte, lors des championnats arabes 2016 à Dubaï, trois médailles d'or sur 50 et 100 mètres brasse ainsi qu'en relais 4 × 100 m quatre nages et une médaille d'argent sur 200 mètres brasse.
Aux championnats d'Afrique 2018 à Alger, Wassim Elloumi est médaillé d'or sur 100 mètres brasse, médaillé d'argent sur 50 et 200 mètres brasse et médaillé de bronze en relais 4 x 100 m quatre nages.
Il est médaillé de bronze sur 50 mètres brasse aux Jeux africains de 2019 à Rabat.